# Кантон (тауншип, Миннесота)
Канто́н (англ. Canton) — тауншип в округе Филмор, Миннесота, США. На 2000 год его население составило 684 человека.

## География
По данным Бюро переписи населения США площадь тауншипа составляет 90,9 км², из которых 90,9 км² занимает суша, водоёмов нет.

## Демография
По данным переписи населения 2000 года здесь находились 684 человека, 184 домохозяйства и 149 семей.  Плотность населения —  7,5 чел./км².  На территории тауншипа расположено 205 построек со средней плотностью 2,3 построек на один квадратный километр. Расовый состав населения: 97,51 % белых, 0,15 % афроамериканцев, 0,15 % азиатов и 2,19 % приходится на две или более других рас. Испанцы или латиноамериканцы любой расы составляли 1,90 % от популяции тауншипа.
Из 184 домохозяйств в 47,3 % воспитывались дети до 18 лет, в 74,5 % проживали супружеские пары, в 6,0 % проживали незамужние женщины и в 18,5 % домохозяйств проживали несемейные люди. 15,8 % домохозяйств состояли из одного человека, при том 8,2 % из — одиноких пожилых людей старше 65 лет. Средний размер домохозяйства — 3,72, а семьи — 4,27 человека.
43,4 % населения — младше 18 лет, 10,4 % — в возрасте от 18 до 24 лет, 22,1 % — от 25 до 44, 14,8 % — от 45 до 64, и 9,4 % — старше 65 лет. Средний возраст — 22 года. На каждые 100 женщин приходилось 103,0 мужчин.  На каждые 100 женщин старше 18 приходилось 102,6 мужчин.
Средний годовой доход домохозяйства составлял 31 429 долларов, а средний годовой доход семьи —  34 896 долларов. Средний доход мужчин —  21 250  долларов, в то время как у женщин — 16 250. Доход на душу населения составил 9 594 доллара. За чертой бедности находились 23,1 % семей и 37,1 % всего населения тауншипа, из которых 52,7 % младше 18 и 16,1 % старше 65 лет.